# Red Garland
Red Garland (William Garland) (Dallas, 13 maggio 1923 – Dallas, 23 aprile 1984) è stato un pianista statunitense il cui stile complesso, caratterizzato dall'estensivo uso di block chords e che egli aveva in parte derivato da Milt Buckner, avrebbe influenzato molti dei pianisti jazz che lo seguirono.

## Biografia

### Gli inizi e i primi anni
Proveniente da una famiglia di non-musicisti, Garland si appassionò alla musica fin da bambino, iniziando i suoi studi col clarinetto e il sassofono contralto, e passando al pianoforte attorno al 1940, che studiò intensamente rivelandosi ben presto uno strumentista completo. Curiosamente nello stesso tempo Garland combatteva anche come pugile professionista (era un peso welter), senza tuttavia avere effetti negativi alle mani. Prima di convertirsi completamente al piano ebbe l'occasione di combattere contro un giovane Sugar Ray Robinson.
Nell'immediato dopoguerra, poco più che ventenne, viene ingaggiato da Billy Eckstine, nella cui band militano i più importanti nomi del neonato be-bop; quindi lavora con Roy Eldridge, Coleman Hawkins, Charlie Parker, e Lester Young a New York e Filadelfia e continuava a sviluppare le proprie qualità benché fosse ancora semisconosciuto.

### Il quintetto di Miles Davis
La notorietà arrivò nel 1955 con l'assunzione nel famoso primo quintetto (in seguito sestetto) di Miles Davis, assieme a John Coltrane, Philly Joe Jones e Paul Chambers, con cui registrò i famosi album Prestige: Workin', Steamin', Cookin' e Relaxin' with the Miles Davis Quintet Il suo stile cocktail piano caratterizza tutte queste registrazioni con i suoi tipici voicing e dalle citazioni di Ahmad Jamal. Garland figura anche sul primo disco del quintetto per la Columbia 'Round About Midnight inciso nel 1956 quasi in contemporanea con i quattro album Prestige. Il suo rapporto col leader iniziò a deteriorarsi e già nel 1958 la sua partecipazione al quintetto fu più occasionale: Davis finì col licenziarlo, per poi riassumerlo nel sestetto (la formazione precedente più Julian Cannonball Adderley) con cui registrò Milestones.

### Gli anni successivi
Nel 1958 Garland si allontanò definitivamente da Davis per formare il suo trio e negli anni successivi si esibì e registrò con molti musicisti, tra cui Pepper Adams, Nat Adderley, Ray Barretto, Kenny Burrell, Eddie "Lockjaw" Davis, Jimmy Heath, Harold Land, Philly Joe Jones, Blue Mitchell, Ira Sullivan e Leroy Vinnegar. Esistono anche registrazioni in quintetto con l'aggiunta di John Coltrane e Donald Byrd.
Negli anni '70 Garland tornò in Texas dove, nel 1977 si riunì con Philly Joe Jones e il bassista Ron Carter per un album intitolato Crossings; rimase in attività, registrando in studio, fino alla morte avvenuta per infarto nel 1984. Il suo stile pianistico, melodico e rilassato, ha contribuito a definire l'epoca dell'hard bop nel jazz.

## Discografia
- 1956 - A Garland of Red (Prestige Records, PRLP 7064)
- 1957 - Red Garland's Piano (Prestige Records, PRLP 7086)
- 1957 - Curtis Fuller with Red Garland (New Jazz Records, NJLP 8277) pubblicato nel 1962
- 1957 - Red Garland Revisited! (PR 7658) pubblicato nel 1969
- 1957 - Sugan (Status Records ST 8304) con Phil Woods
- 1957 - The P.C. Blues (Prestige Records, PRLP 7752) pubblicato nel 1970
- 1957 - Groovy (Prestige Records, PRLP 7113)
- 1957 - John Coltrane with the Red Garland Trio (Prestige, PRLP 7123) pubblicato nel 1958
- 1957 - All Mornin' Long (Prestige Records, PRLP 7130) pubblicato nel 1958
- 1957 - Soul Junction (Prestige Records, PRLP 7181) pubblicato nel 1960
- 1957 - High Pressure (Prestige Records, PRLP 7209) pubblicato nel 1962
- 1958 - Dig It! (Prestige Records, PRLP 7229) pubblicato nel 1962
- 1958 - It's a Blue World (Prestige Records, PRLP 7838) pubblicato nel 1970
- 1958 - Manteca (Prestige Records, PRLP 7139)
- 1958 - Can't See for Lookin' (Prestige Records, PRLP 7276) pubblicato nel 1963
- 1958 - Rojo (Prestige Records, PRLP 7193) pubblicato nel 1961
- 1958 - The Red Garland Trio (Moodsville Records, MVLP 6) pubblicato nel 1960
- 1958 - All Kinds of Weather (Prestige Records, PRLP 7148) pubblicato nel 1959
- 1959 - Red in Bluesville (Prestige Records, PRLP 7157)
- 1959 - Coleman Hawkins with the Red Garland Trio (Prestige Swingville Records, SVLP 2001)
- 1959 - Satin Doll (Prestige Records, PR 7859) pubblicato nel 1983
- 1959 - Red Garland at the Prelude (Prestige Records, PRLP 7170)
- 1959 - Lil' Darlin' (Status Records, ST 8314) pubblicato nel 1965
- 1959 - Red Garland Live! (New Jazz Records, NJLP 8326) pubblicato nel 1965
- 1959 - Moodsville Volume 1 (Moodsville Records, MVLP 1) Con Eddie "Lockjaw" Davis, pubbl. nel 1960
- 1960 - Red Alone (Moodsville Records, MVLP 3)
- 1960 - Alone with the Blues (Moodsville Records, MVLP 10)
- 1960 - Halleloo-Y'-All (Prestige Records, PRLP 7288) pubblicato nel 1964
- 1961 - Soul Burnin' (Prestige Records, PRLP 7307) pubblicato nel 1964
- 1961 - Bright and Breezy (Jazzland Records, JLP 48)
- 1961 - The Nearness of You (Jazzland Records, JLP 62) pubblicato nel 1962
- 1962 - Solar (Jazzland Records, JLP 73)
- 1962 - Red's Good Groove (Jazzland Records, JLP 87)
- 1962 - When There Are Grey Skies (Prestige Records, PRLP 7258)
- 1971 - The Quota (MPS Records, (G) 15321) pubblicato nel 1974
- 1971 - Auf Wiedersehen (MPS Records, (G) 15322) pubblicato nel 1975
- 1974 - Groovin' Live (Alfa Jazz Records, ALCR 97/98)
- 1974 - Groovin' Live, II (Alfa Jazz Records, ALCR 102/3)
- 1977 - Keystones! (Xanadu Records, 5009)
- 1977 - Groovin' Red (Key'stone Records, VACY 1012)
- 1977 - Crossings (Galaxy records, GXY 5106) con Ron Carter e Philly Joe Jones, pubblicato nel 1978
- 1977 - Red Alert (Galaxy Records, GXY 5109) pubblicato nel 1978
- 1978 - Feelin' Red (Muse Records, MR 5130) pubblicato nel 1979
- 1978 - I Left My Heart... (Muse Records, MR 5311) con Leo Wright
- 1978 - Live Under the Sky (Galaxy Records, GXY 95001)
- 1978 - Equinox (Galaxy Records, GXY 5115) pubblicato nel 1979
- 1979 - Stepping Out (Galaxy Records, GXY 5129) pubblicato nel 1981
- 1979 - Strike Up the Band (Galaxy Records, GXY 5135)
- 1979 - So Long Blues (Galaxy Records, GXY 5149)
- 1980 - Wee Small Hours (Full House Records, PAP 9211)
- 1980 - Fine and Dandy (Lobster Records, LFA 1060) con Lou Donaldson
- 1982 - Misty Red (Baystate Records, RJL-8031)
- 1983 - The Last Recording: My Funny Valentine (Meldac Jazz Records, MECJ 30004)
- 1983 - The Last Recording 2: Autumn Leaves (Meldac Jazz Records, MECJ 30007)[4]